# Dan Stoenescu
Dan Stoenescu (n. 4 noiembrie 1980, Constanța, România) este un diplomat de carieră român. Specialist în relații internaționale, lumea arabă și migrație, a predat cursuri la Universitatea din București și Institutul Diplomatic Român. Pe parcursul carierei sale a militat pentru drepturile românilor din diaspora și păstrarea limbii, culturii și identității românești în afara granițelor.
Din 17 noiembrie 2015 până la 7 iulie 2016, a fost ministru delegat pentru relațiile cu românii de pretutindeni în guvernul Dacian Cioloș. În perioada 30 martie 2017 - 22 mai 2021  a fost acreditat oficial ca Ambasador Extraordinar și Plenipotențiar al României în Republica Tunisia.
La 16 aprilie 2021, Josep Borrell, Înaltul Reprezentant al Uniunii Europene pentru afaceri externe și politica de securitate și vicepreședinte al Comisiei Europene l-a desemnat în funcția de însărcinat cu afaceri al Uniunii Europene în Siria, începând cu 1 septembrie, 2021.

## Educație
A absolvit în 2003 Austin College  din Texas, Statele Unite ale Americii, cu o diplomă de licență în Studii Internaționale iar în 2005 a obținut o diplomă de master în Globalizare și Dezvoltare de la Universitatea Warwick, Marea Britanie. Dan Stoenescu a absolvit cursuri post-universitare cu specializarea Migrație Forțată și Studii asupra Refugiaților la Universitatea Americană din Cairo (2006) și are un doctorat în științe politice acordat de Universitatea din București (2009),tema dizertației fiind Naționalismul arab modern și identitatea islamică după 1987. Interesele sale academice includ Lumea Arabă,Orientul Mijlociu, naționalismul arab și identitatea islamică.De asemenea a urmat cursuri de specializare la European Security and Defence College la Bruxelles, Netherlands Instititute of International Relations Clingendael la Haga, Institutul Matías Romero  la Ciudad de Mexico și Institutul Saifi pentru limba arabă în Beirut.

## Carieră
A lucrat în calitate de diplomat la Madrid  și Beirut  și a fost președinte al EUNIC (European Union National Institutes for Culture) în Liban pentru două mandate consecutive  ca reprezentant al Institutului Cultural Român. În perioada 2009-2010 a activat în cadrul Departamentului pentru relațiile cu românii de pretutindeni. Începând cu septembrie 2015 a fost responsabil de școlile românești din Spania, cultură și afaceri multilaterale în cadrul Ambasadei României în Spania.Din această poziție a fost numit în funcția de ministru delegat pentru relațiile cu românii de pretutindeni, la 17 noiembrie 2015, în cadrul guvernului Dacian Cioloș.

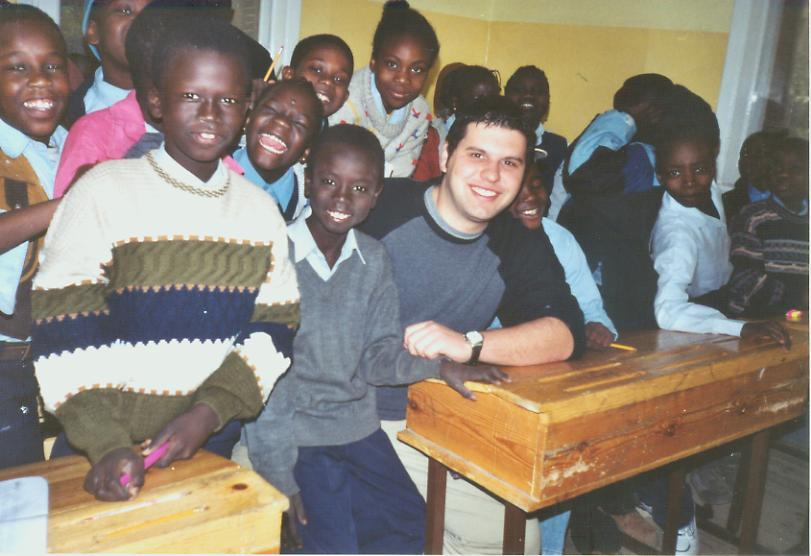
Dan Stoenescu împreună cu refugiați sudanezi la școala African Hope din Cairo, Egipt (2002)

Înainte de a intra în diplomație a lucrat în Egipt la Înaltul Comisariat ONU pentru Refugiați (UNHCR) și la Organizația Internațională pentru Migrație (IOM) în Cairo. Stoenescu a lucrat de asemenea pentru prestigioase publicații și ziare din România, Statele Unite, Marea Britanie, Egipt, Liban și Republica Moldova. A fost voluntar și coordonator de proiecte pentru organizații non-guvernamentale precum African Hope în Egipt, în Statele Unite a lucrat la Centrul pentru Supraviețuitorii Torturii iar în America Centrală a colaborat cu organizația Siglo XXIII din El Salvador. 
A predat în cadrul Facultății de Științe Politice a Universității din București, iar ulterior la Institutul Diplomatic Român.
În anul 2000 s-a numărat printre fondatorii Ligii Tinerilor Români de Pretutindeni și apoi a înființat Centrul pentru Educație Democratică.

## Distincții și premii
În 2017, Rotary International District 2241 România-Republica Moldova i-a conferit cea mai înaltă distincție - Paul Harris Fellow, pentru sprijinul acordat românilor de pretutindeni și proiectelor internaționale ale Rotary Foundation. 
De asemenea, a primit în anul 2019 un premiu special din partea Societății de Cultură Macedo-Română pentru sprijinul cauzei românilor din Balcani cu ocazia împlinirii a 140 de la înființarea fundației.
Printre bursele, premiile și distincțiile academice obținute se numără bursa RotaryAmbassadorial Scholarship, bursa Ford Foundation, nominalizarea printre primii cei mai buni zece studenți din California în First Phi Theta Kappa All-California Academic Team, premiul Samuel Roberson acordat de Presbyterian Church USA. A primit distincții din partea guvernatorului statului California, Gray Davis, congresswoman Wilma Chan și senatorului Don Perata.

## Mandatul ministerial (2015-2016)

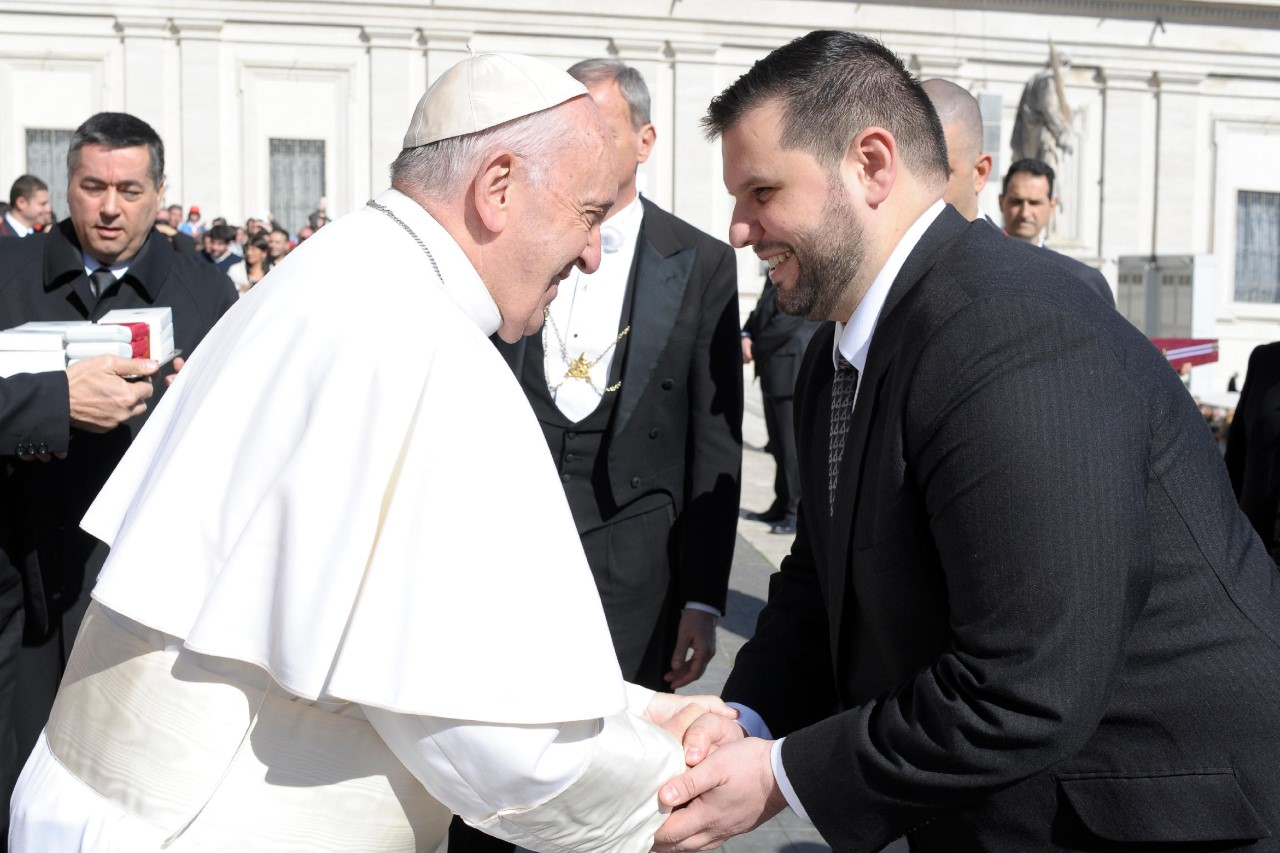
Întâlnirea la Vatican a ministrului delegat Dan Stoenescu cu Papa Francisc

Mandatul ministrului delegat a adus mai multe schimbări și inovații atât la nivelul demersurilor politico-diplomatice cât și la nivelul relației guvernului cu comunitățile românești de peste hotare.  Printre primele măsuri ale mandatului au fost transparentizarea finanțărilor, publicarea listelor de proiecte finanțate și crearea unei platforme online de depunere a proiectelor. 
La începutul mandatului, Stoenescu a anunțat, în premieră, o nouă direcție de implicare a instituțiilor statului în oferirea de noi oportunități de afaceri pentru românii din Diaspora care doresc să revină acasă și să dezvolte afaceri accesând fonduri europene.  Prin urmare, Ministerul Fondurilor Europene, împreună cu Departamentul Politici pentru Relația cu Românii de Pretutindeni, au lansat la 12 octombrie 2016, apelul pentru Programul „Diaspora Start-up”, cu o alocare de 30 milioane euro din Programul Operațional Capital Uman (POCU) 2014-2020. Acest program este o linie de finanțare destinată românilor din Diaspora și celor reîntorși recent care vor să dezvolte o afacere în mediul urban în România. Este un program dedicat exclusiv dezvoltării antreprenoriatului și înființării de noi întreprinderi.
O altă măsură inovativă a mandatului a fost lansarea programului AgroDiaspora, dedicat informării cu privire la accesarea fondurilor europene din domeniul agriculturii de către cetățenii români care locuiesc și muncesc în străinătate.  Pentru dezvoltarea abilităților antreprenoriale în rândul românilor din diaspora a inițiat programul de burse de studiu online „Antreprenori români de pretutindeni”. 
Pentru consolidarea legăturilor culturale cu România ale comunităților istorice din jurul granițelor, au fost inițiate demersuri de înființare a unor centre de informare ale României la Bălți (Republica Moldova), Ismail (Ucraina) ,Slatina (Ucraina)  și Korcea(Albania). Centrele de Informare ale României de la Bălți și Ismail, înființate la inițiativa ministrului Stoenescu, au fost inaugurate în decembrie 2016. Centrul din Solotvyno (Slatina) a fost deschis în 2018 iar cel din Korça (Korcea) a fost inaugurat în anul 2019.
De asemenea, a inițiat proiectul „Spațiul Comunicațional Comun România-Republica Moldova”, care să susțină cooperarea și convergența între instituții de presă, societatea civilă și instituțiile guvernamentale din cele două state. În cadrul proiectului a fost constituit Consiliul Consultativ Mass-Media România–Republica Moldova -  un for de consultare cu societatea civilă, reprezentanții managementului instituțiilor de presă și jurnaliști din ambele state cu scopul de a armoniza cadre legislative și politici publice în domeniul dezvoltării mijloacelor de informare în masă. 

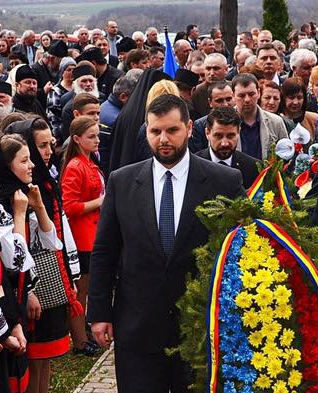
Ministrul delegat Dan Stoenescu la comemorarea masacrului de la Fântâna Albă, Bucovina de nord (Ucraina)

Totodată,  în perioada mandatului a accentuat permanent importanța unor măsuri care să nu perpetueze modelul divizării artificiale a comunității românești în români și moldoveni, români și vlahi, români și aromâni. 
Pentru un demers extern comun interinstituțional, în vizitele sale în cadrul comunităților românești a invitat reprezentanți ai Administrației Prezidențiale, Comisiei pentru Românii de Pretutindeni din Senatul României și Camera Deputaților precum și demnitari din cadrul altor ministere.  Ministrul delegat a fost primul demnitar român din guvernul Dacian Cioloș care a întreprins o vizită în Republica Moldova.  La începutul lunii martie 2016, în calitate de emisar special al președintelui Klaus Iohannis și al premierului Dacian Cioloș, a efectuat o vizită în Malaysia pentru transmiterea scrisorilor oficiale în care s-a făcut apel la autoritățile malaysiene să analizeze posibilitatea comutării pedepsei capitale a cetățeanului român Ionuț Gologan. 
În perspectiva alegerilor parlamentare, a demarat o campanie de informare a românilor cu drept de vot cu domiciliul și reședința în străinătate, cu privire la schimbările legislative din domeniul electoral, în parteneriat cu Autoritatea Electorală Permanentă. Datorită lipsei de interes din partea cetățenilor români pentru votul prin corespondență, rezultatul a fost mult sub așteptări, în primele patru luni din perioada de înscriere se primiseră doar 4616 cereri de înregistrare a alegătorilor, în condițiile în care numărul românilor rezidenți în străinătate este de ordinul milioanelor. Ulterior, pentru alegerile generale din 11 decembrie 2016 au fost înființate 417 secții de votare, fiind cu 111 mai multe față de alegerile parlamentare din 2012 și cu 123 mai multe decât la alegerile prezidențiale din 2014. În ciuda noilor facilități legislative doar 102.067 de persoane s-au prezentat la vot în diaspora.
La finalul mandatului, Stoenescu declara că a inițiat modificarea Legii nr. 321/2006 pentru asigurarea unei mai mari transparențe în acordarea de finanțări nerambursabile pentru programele, proiectele sau acțiunile destinate românilor de pretutindeni.
La începutul lui iulie 2016, Stoenescu a fost înlocuit din postul de ministru-delegat pentru românii de pretutindeni cu fosta ambasadoare a României în Canada, Maria Ligor. Prim-ministrul a declarat că are nevoie de un nou impuls pentru procesul de înregistrare a românilor din străinătate în registrul electoral.Cu toate acestea, în presă s-a recunoscut faptul că „spre deosebire de oamenii politici care s-au perindat prin funcția deținută de Stoenescu, activitatea acestuia a fost un imens pas înainte.”

## Mandatul de ambasador laTunis(2017-2021)
Mandatul său de ambasador extraordinar și plenipotențiar al României în Republica Tunisiană a dus la o dinamizare a relațiilor bilaterale româno-tunisiene. În condițiile în care relațiile bilaterale sunt reglementate de un cadru juridic care cuprinde peste 50 de Acorduri, începând din 1963, în mandatul său au fost negociate și semnate numeroase acorduri printre care un Program Executiv în domeniul sãnãtãții și al științelor medicale (2018); un Acord de cooperare între Direcția Națională Anticorupție (DNA) din România și Instanța Națională de Luptă Contra Corupției (INLUCC) din Tunisia (2018); un Acord de Cooperare între Institutele Diplomatice (2018); un Acord de cooperare între UTICA (Uniunea Tunisianã a Industriei, Comerțului și Artizanatului) și Camera de Comerț și Industrie a României (2019); un Protocol de cooperare între Guvernul Tunisiei si Guvernul României, în domeniul protecției civile (2019); un Memorandum de înțelegere a fost semnat între Instanța Superioară Electorală din Tunisia și Autoritatea Electorală Permanentă din România (2020).

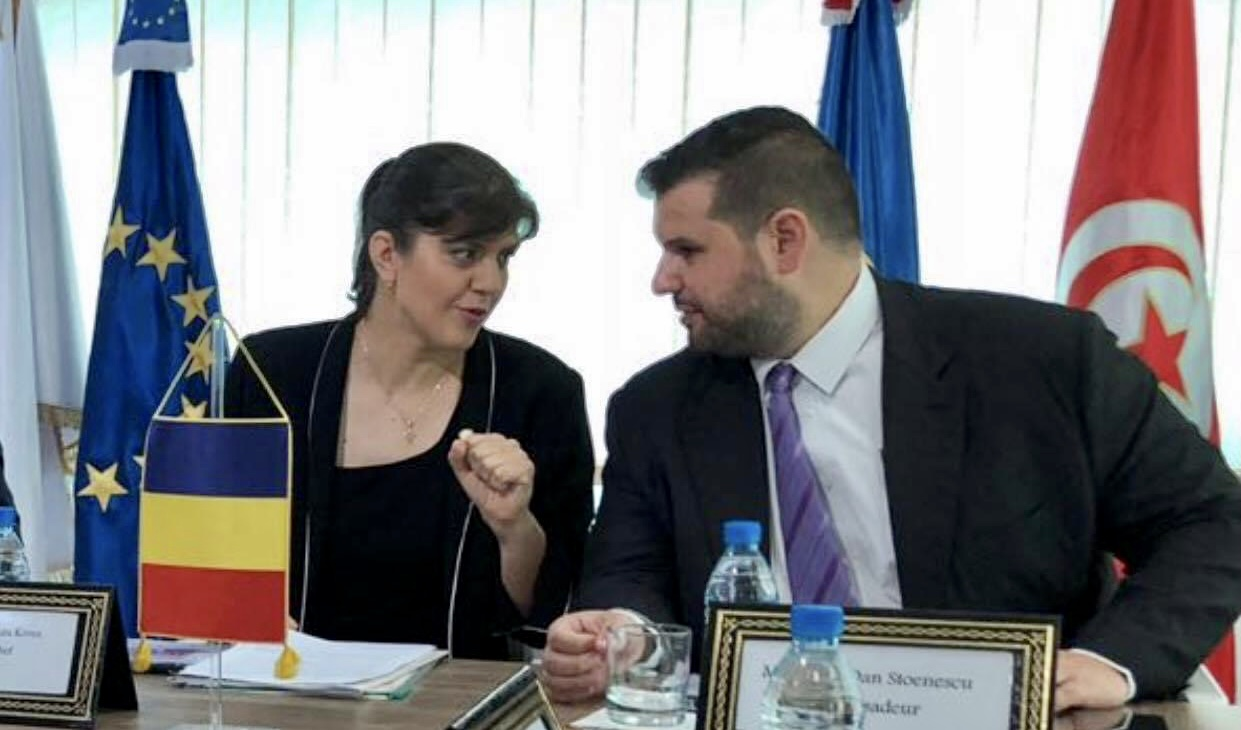
Ambassador Dan Stoenescu and DNA general prosecutor Laura Codruța Kövesi

Și la nivel instituțional a stabilit o strânsă cooperarea bilaterală între INLUCC (Instanța națională de luptă împotriva corupției din Tunisia) și instituții românești precum Direcția Națională Anticorupție (DNA) , Agenția Națională de Integritate (ANI), Direcția de Prevenire a Criminalității din Ministerul Justiției – INLUCC. De asemenea, în mandatul său a fost stabilit un parteneriat solid între Oficiul Național de Protecție Civilă din Tunisia și Departamentul pentru Situații de Urgență din România, între Curțile de conturi din cele două țări, posturile naționale de radio și exemplele pot continua.

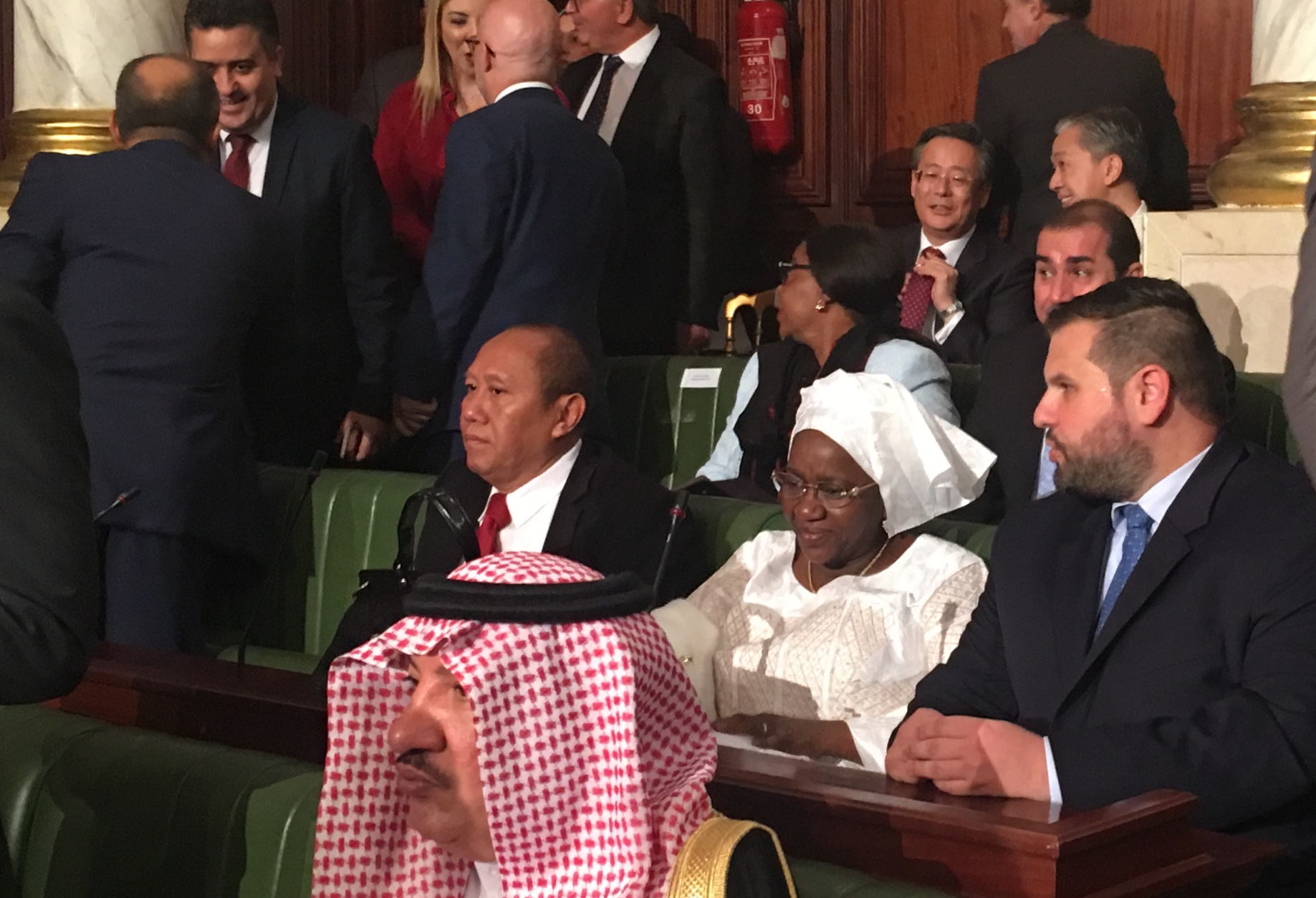
Dan Stoenescu at the Tunisian Assembly of the Representatives of the People

În prima jumătate a anului 2019, sub conducerea sa, acțiunile organizate de Ambasada României la Tunis în marja președinției Consiliului Uniunii Europene au inclus evenimente de diplomație publică și culturală, reuniuni de coordonare, evenimente politico-diplomatice și o dezbatere pe tema relației UE-Africa. De asemenea, în calitate de reprezentant al Președinției române a Consiliului UE și COTER a participat la cea de-a 3-a rundă a Dialogului politic UE-Tunisia la nivel înalt pe securitate și lupta împotriva terorismului. 

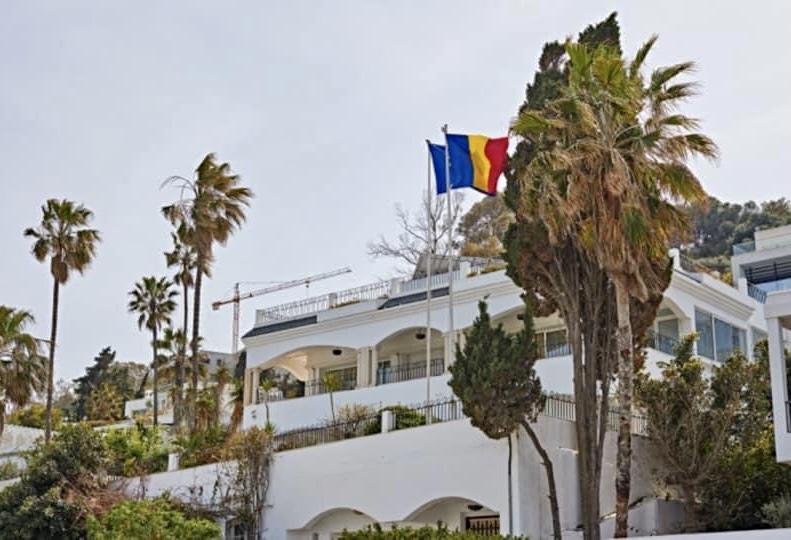
Embassy of Romania to the Republic of Tunisia, La Marsa

În anul 2019 a fãcut parte din Misiunea de observare a alegerilor în Tunisia din partea Uniunii Europene (MOE UE)  iar pe parcursul mandatului a avut un rol activ în Grupului ambasadorilor francofoni din Tunisia (GAF) , mai ales în perspectiva Sommet-ul Francofoniei de la Djerba din 2021.
În perioada 2017-2021 au avut loc numeroase vizite în Tunisia ale unor oficiali români dar și a unor personalități politice , culturale , sportive  și din mediul academic din România.

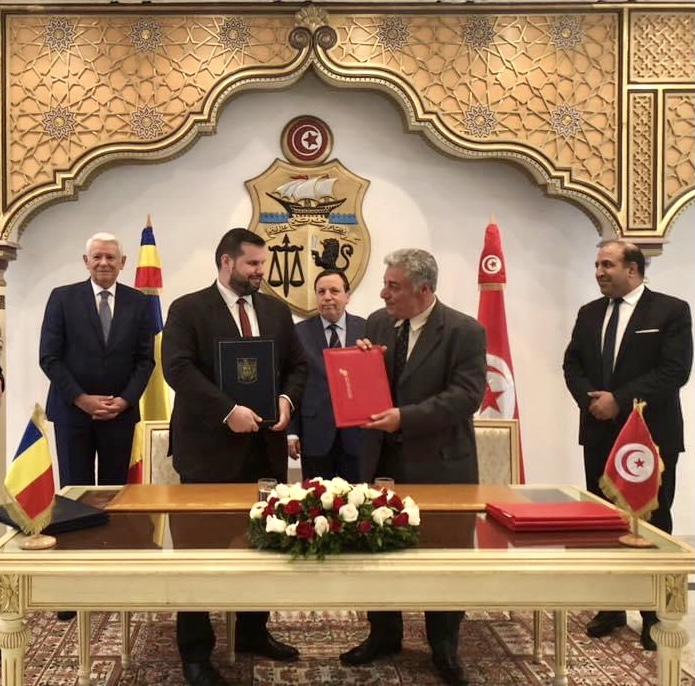
Dan Stoenescu signing an agreement during the official visit of FM Melescanu In Tunis

Ministrul afacerilor externe Teodor Meleșcanu a venit la Tunis în perioada 19-20 aprilie 2018 , ocazie cu care a fost inaugurat și noul sediu al Ambasadei României la Tunis . De asemenea, mai multe delegații din instituțiile românești și Parlamentul României  au desfãșurat vizite de lucru în Tunisia.

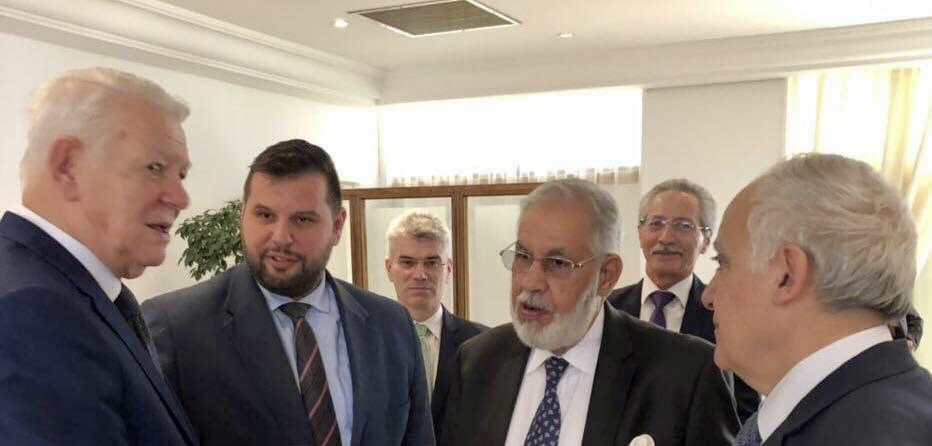
Ambassador Dan Stoenescu together with Romanian foreign minister Teodor Melescanu, Libyan Foreign Minister Mohamed Taher Siala and UN envoy for Libya Ghassan Salame

În contextul războiului civil din Libia, a coordonat pe partea tunisiană mai multe operațiuni de repatriere a cetățenilor români din teatrul de război.
În vederea consolidării cooperării bilaterale descentralizate, a sprijinit dezvoltarea cooperării între localități din România și Tunisia: Tunis-Timișoara , Tunis-Arad, Djerba Midoun-Bușteni , Petriș-Takrouna, Iași-Ariana. 
În ciuda situației dificile economice, în mandatul său relațiile economice au devenit mai dinamice. Astfel, România a devenit cel de-al 13-lea partener comercial și al 11-lea furnizor pentru Tunisia, principalele produse exportate fiind cereale (32%), petrol și derivate (25%), mașini și aparate electrice (13%), articole din fontã, fier și oțel, lemn și articole din lemn, produse chimice anorganice, cazane, motoare și alte aparate mecanice etc.
De asemenea, au fost organizate numeroase întâlniri și evenimente economice de promovare a României cu Camerele de Comerț și Industrie  din Tunis, Sfax , Sousse , Bizerte , Beja. 
De asemenea, Ambasada României la Tunis și firmele private românești au pregătit standul românesc la SIAMAP – Expoziția Internațională de Agricultură, Mașini Agricole și Pescuit. În timpul mandatului său a crescut numărul investițiilor românești în Tunisia: Potrivit datelor furnizate de Agenția de Promovare a Investițiilor strãine, existã 9 companii cu un capital de 41.581 milioane de DT și 600 de locuri de muncă create. Șase dintre aceste societăți operau în sectorul textilelor/îmbrăcămintei, una în industria farmaceutică și restul în sectorul materialelor de construcții.

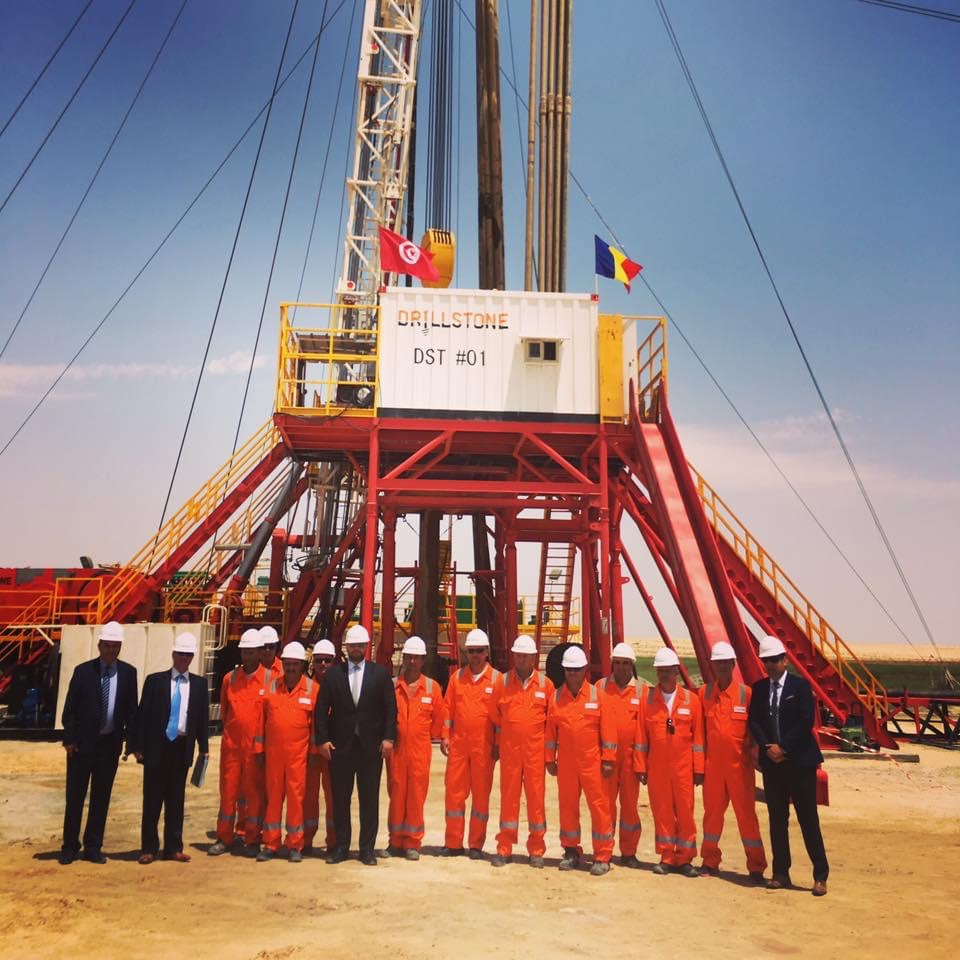
Inauguration of Oued Retem CI02 drilling site in Nefta

Un alt exemplu concret este prezența firmelor românești pe piața tunisiană și chiar inaugurarea în 2017, a lucrărilor de foraj apă în șantierul Oued Retem CI02 (km 17 după localitatea Nafta, guvernoratul Tozeur), sudul Tunisiei, proiect dezvoltat de compania românească Drillstone.  De asemenea, investițiile tunisiene în România au inclus 25 milioane de euro, investiți în cadrul proiectului „ORADEA” în sectorul cablurilor auto (Câbleries Chakira). 
Odată cu debutul pandemiei Covid-19, la începutul anului 2020, a coordonat repatrierea cetățenilor români. De asemenea, pentru a veni în sprijinul cetățenilor români în contextul pandemic, Ambasada României la Tunis a creat o rețea și a pus la dispoziție datele de contact ale unor farmaciști  și medici români și tunisieni vorbitori de limba română. 
Pe plan cultural și academic mandatul său a fost marcat de înființarea în premieră de noi instituții românești în Tunisia precum Centrul de Cultură și Știință al României la Tunis (2018)  și Lectoratul român la Institutul de Limbi Moderne Habib Bourguiba (2020). 

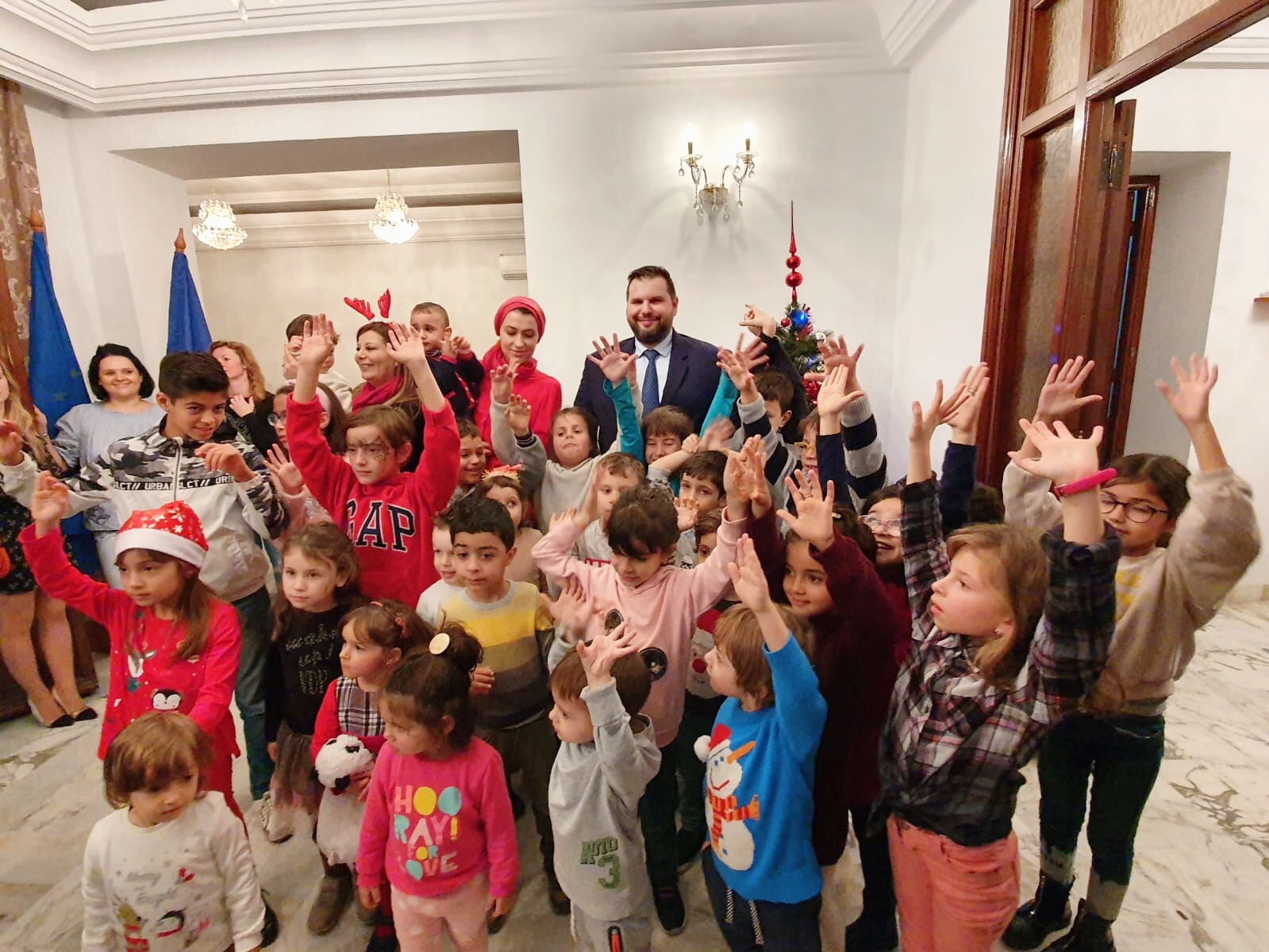
Ambassador Stoenescu with the Romanian community in Tunisia

Tot la inițiativa sa au fost demarate cursurile de limba română pentru copiii comunității românești din Tunis (2017) la secția consulară a misiunii diplomatice. 
De asemenea, în premieră, în mandatul său a fost organizat, în anul 2018, “Campus Roumanie”, cel mai mare eveniment educațional din istoria relațiilor bilaterale româno-tunisiene. În cadrul Forumului universităților au fost prezenți reprezentanți ai 17 universități românești și 14 universități tunisiene, au fost explorate posibilități concrete de cooperare și au fost încheiate peste 30 de parteneriate. 

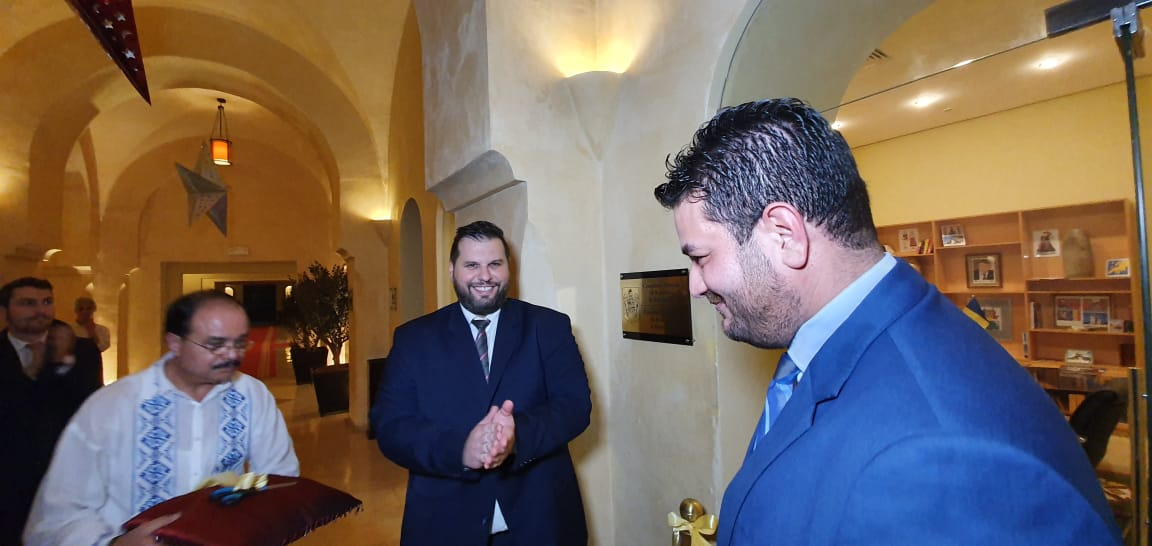
Ambassador Dan Stoenescu and Honorary Consul of Romania in Hammamet Tahar Zahar at the opening of the Honorary Consulate

Pentru a veni în sprijinul cetățenilor români din Tunisia dar și în cel al celor câteva zeci de mii de turiști români care vizitează anual Tunisia în mandatul său a fost înființat Consulatul Onorific al României la Hammamet (2019) , care acoperă guvernoratele Nabeul și Sousse.  Conform estimărilor Ministerului Turismului tunisian, peste 25.424 de români au călătorit în Tunisia în perioada ianuarie - octombrie 2019. De asemenea, a sprijinit înființarea Asociației foștilor studenți tunisieni în România (2018)  și a Asociației culturale tunisiano-române (2020). 

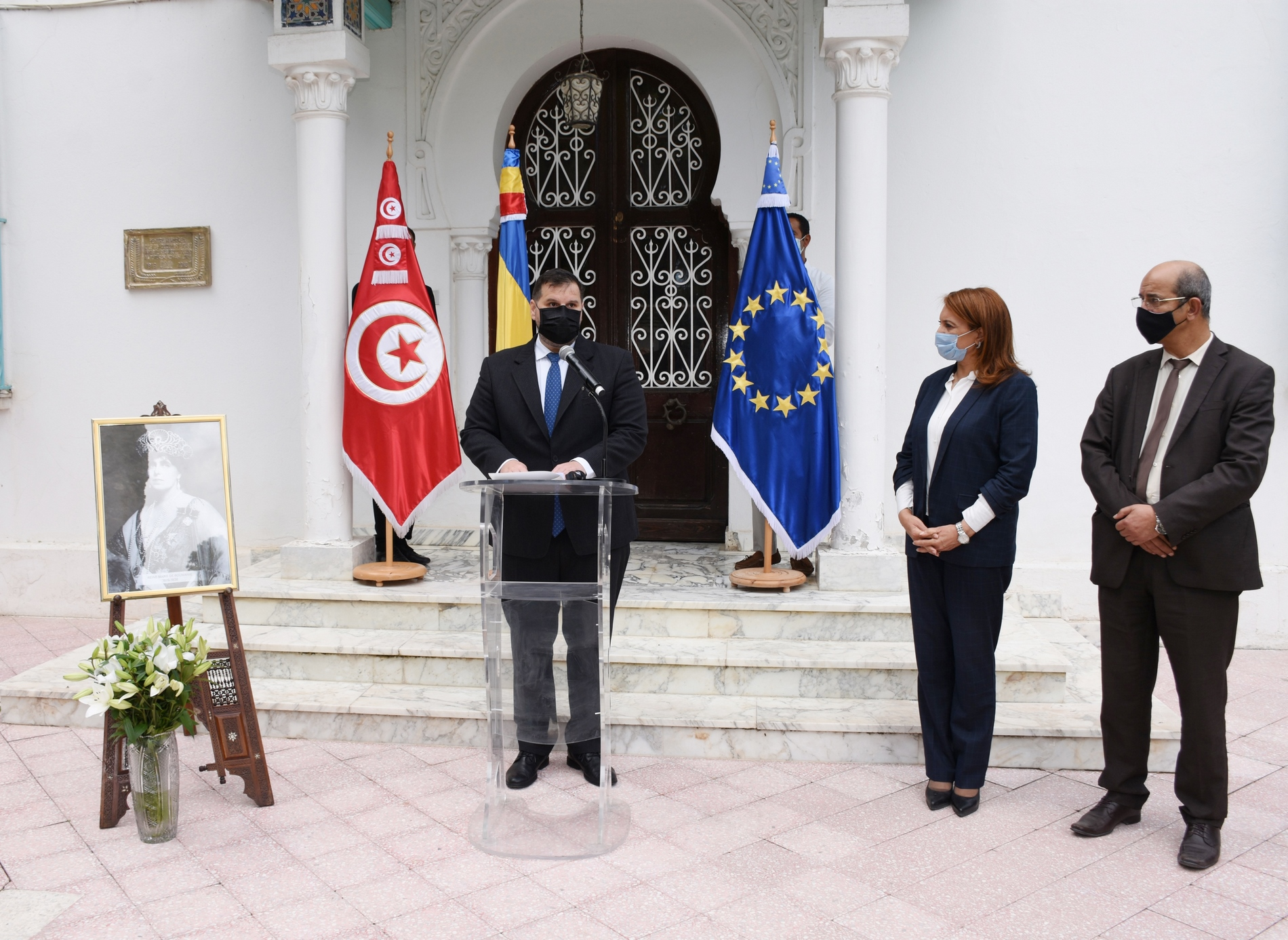
Inauguration Ceremony of Queen Marie of Romania Piazza In Tunis

La inițiativa sa, la data de 27 octombrie 2020, primarul capitalei Tunis Souad Abderrahim a inaugurat oficial „Piațeta Regina Maria a României”, situată în cartierul Cité Jardins, în fața Secției consulare a Ambasadei României la Tunis. 

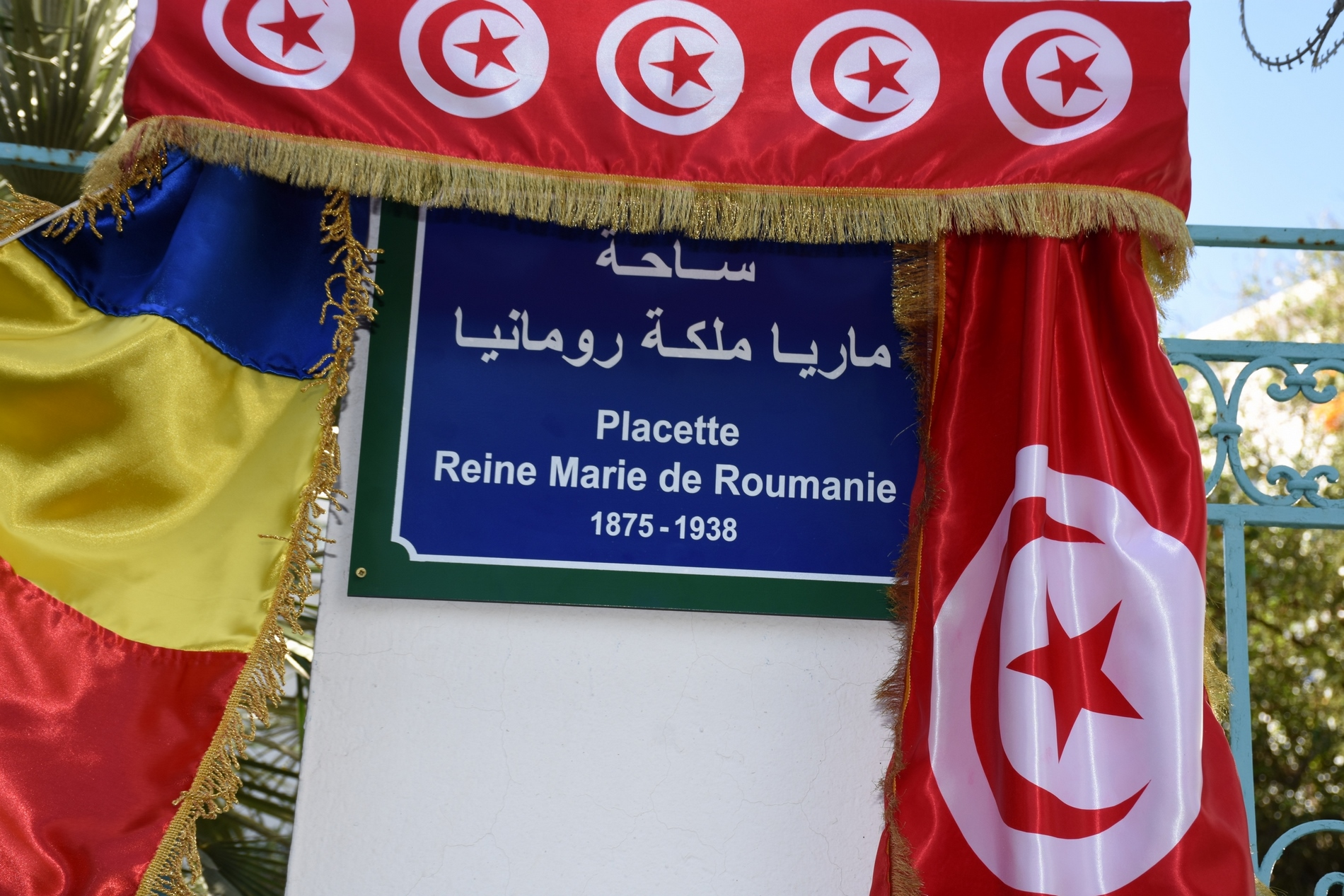
Placette Reine Marie de Roumanie street sign In Tunis

## Mandatul de Șef al DelegațieiUEînSiria

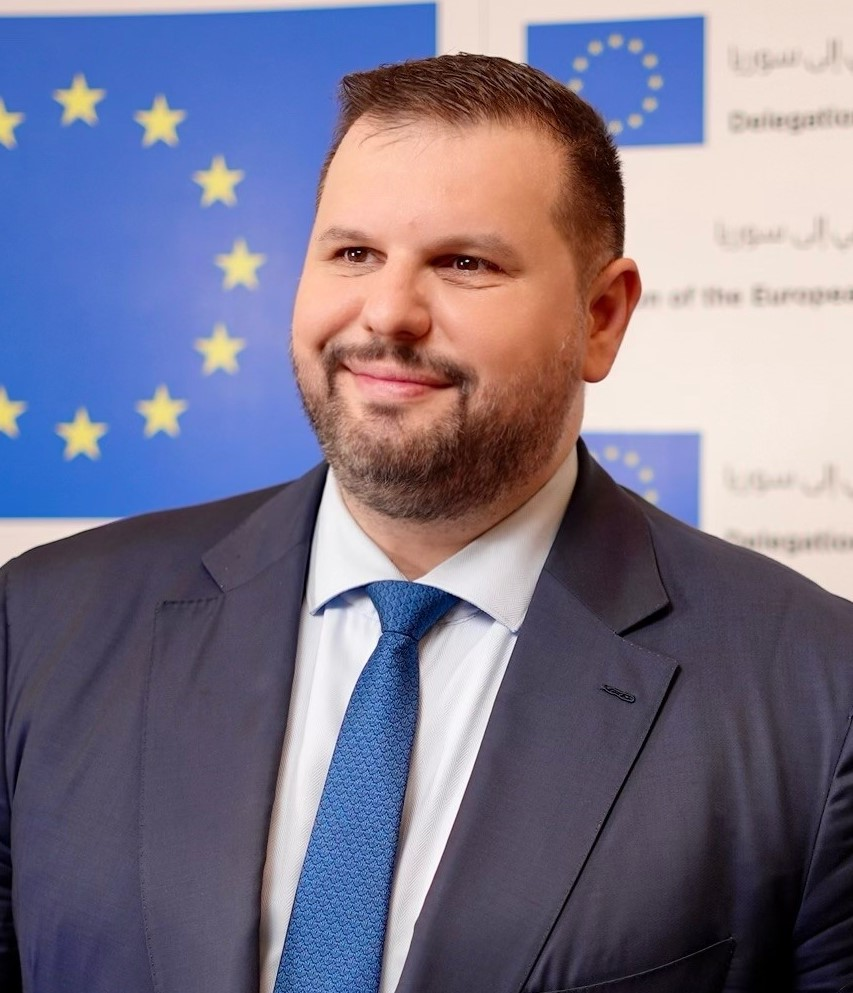
Dan Stoenescu, Șef al Delegației UE în Siria (2021-2024)

Mandatul lui Dan Stoenescu ca Însarcinat cu afaceri al UE în Siria, începând cu septembrie 2021, a fost marcat de mai multe realizări și inițiative cheie. Unul dintre rolurile sale principale a fost menținerea canalelor de comunicare deschise cu autoritățile siriene, în ciuda nerecunoașterii de către Uniunea Europeană a regimului Bashar al-Assad. Acest lucru a fost crucial pentru acordarea de asistență poporului sirian, care s-a confruntat cu o criză umanitară gravă pe fondul conflictului intern.

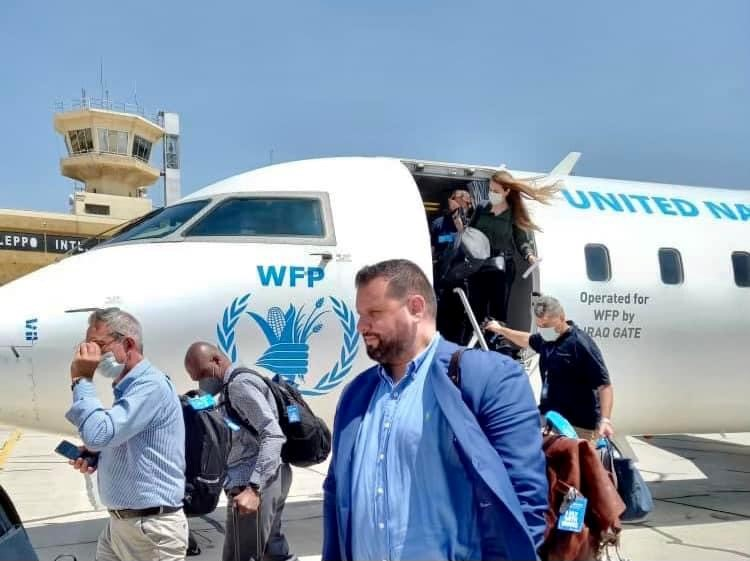
Dan Stoenescu coborînd din avionul WFP UNHAS în Alep

Stoenescu s-a implicat activ în abordarea situației refugiaților, în special a celor din Turcia, care găzduiește un număr semnificativ de refugiați sirieni. De asemenea, a pledat pentru un proces politic în conformitate cu Rezoluția 2254 a Consiliului de Securitate al Națiunilor Unite și pentru implicarea tuturor părților interesate, inclusiv a regimului de la Damasc.

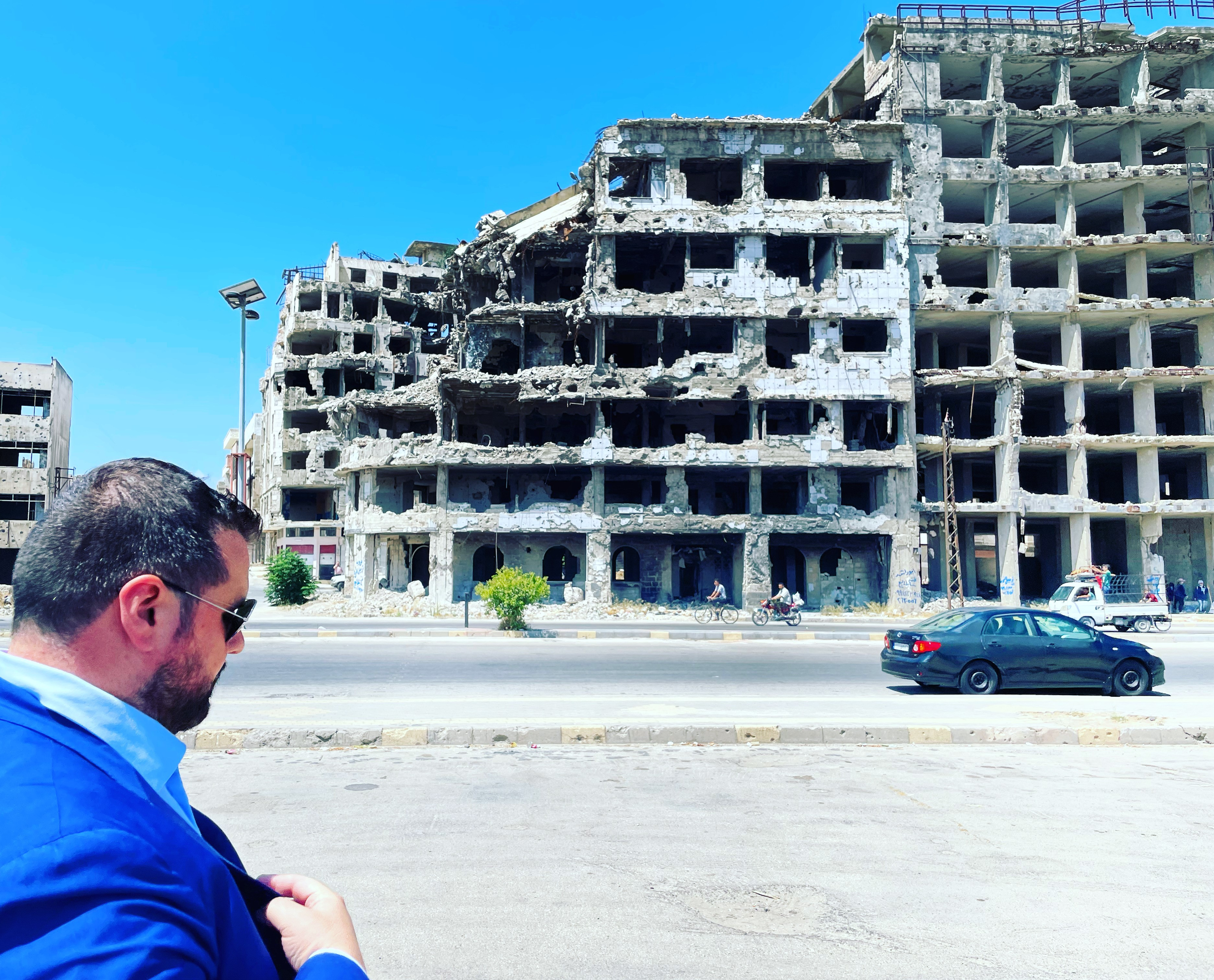
Dan Stoenescu în Homs

În plus, el s-a concentrat pe asigurarea faptului că finanțarea Uniunii Europene pentru proiectele din Siria nu este deturnată de regimul Bashar al-Assad sau de entitățile asociate cu acesta. Astfel a sprijinit proiecte prin intermediul Națiunilor Unite și al organizațiilor internaționale neguvernamentale, în special în zonele controlate de diferite autorități de-facto din Siria. Această abordare urmărea să ofere asistență directă poporului sirian, evitând în același timp finanțarea entităților vizate de sancțiunile UE.

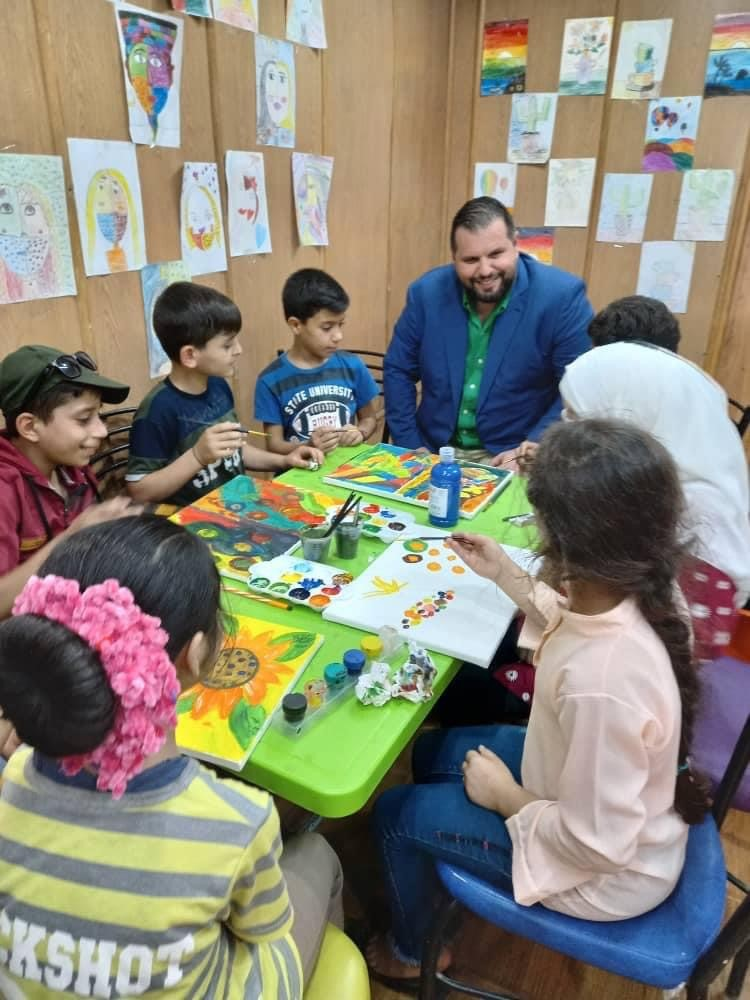
Dan Stoenescu vizitînd o grădiniță din Siria

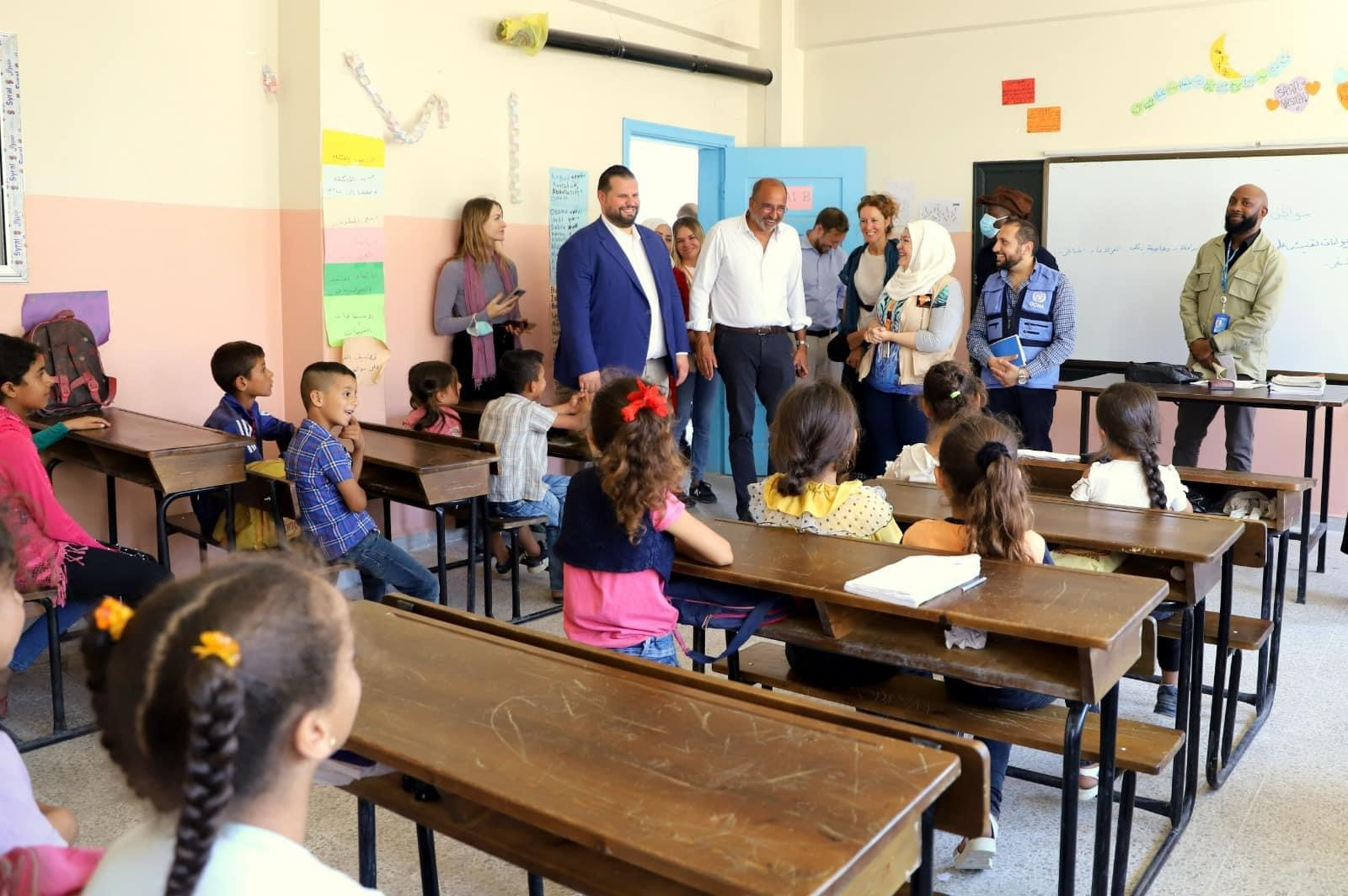
Dan Stoenescu și Imran Reza vizitînd o școală din Siria

În timpul mandatului său, el a subliniat frecvent, de asemenea, interconexiunea dintre evenimentele globale, menționând în special modul în care situația din Ucraina a afectat Siria, perturbând aprovizionarea cu cereale și având un impact negativ semnificativ asupra securității alimentare din țară.
Dan Stoenescu a jucat un rol esențial în răspunsul regional la pandemia COVID-19. Eforturile sale au fost marcate de o susținere puternică pentru vaccinare, recunoscând ratele mai scăzute de imunizare din Siria în comparație cu alte regiuni. El a condus coordonarea lansării vaccinurilor, în special pentru vaccinurile donate de statele membre UE, în parteneriat cu Organizația Mondială a Sănătății (OMS). Aceasta a inclus supravegherea finanțării echipelor de vaccinare și a inițiativelor de conștientizare a publicului. Cu scopul de a îndeplini obiective ambițioase de vaccinare, UE a încercat să vaccineze 70% din populația Siriei până la jumătatea anului 2022, un obiectiv stabilit pe fundalul conflictelor, provocărilor economice și condițiilor dure. Stoenescu a facilitat, de asemenea, colaborările cu COVAX și cu diverși parteneri globali pentru a accelera livrarea vaccinurilor în Siria, cu scopul de a crește substanțial rata de vaccinare până la sfârșitul anului.

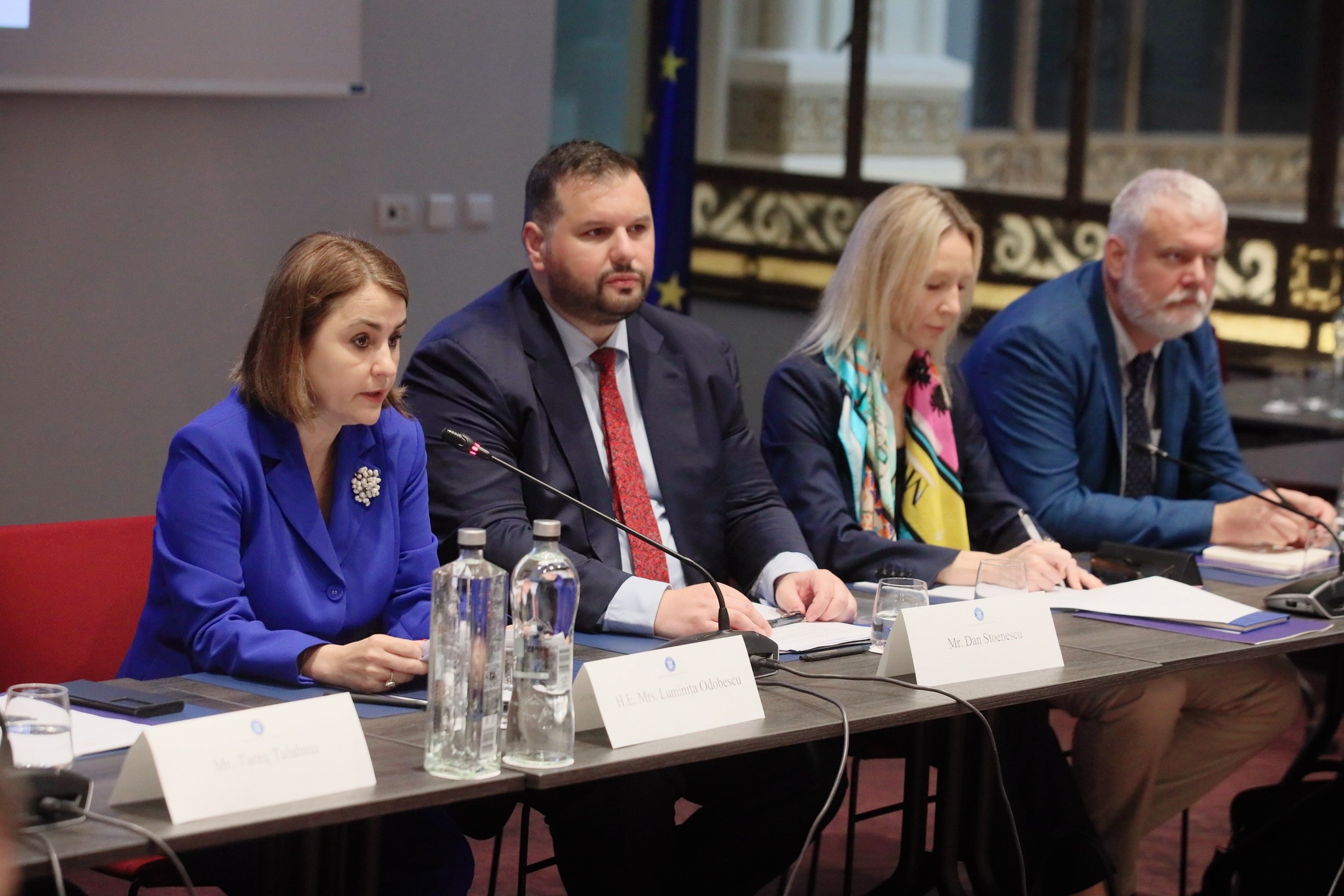
Ministrul Afacerilor Externe Luminita Odobescu și Dan Stoenescu la București cu ocazia Reuniunii informale a UE pe Siria (Mai 2024)

Dan Stoenescu a fost primul oficial al UE care a vizitat o zonă din afara Damascului de la începutul crizei siriene. Împreună cu Coordonatorul Rezident și Umanitar al ONU pentru Siria, Imran Riza a vizitat guvernoratele Alep, Hama și Homs pentru a evalua situația umanitară din zonă. Delegația UE-ONU a vizitat, pe o perioadă de patru zile, o serie de proiecte din cele trei guvernorate, dintre care unele sunt finanțate de UE, unul dintre cei mai mari donatori ai ONU din Siria. Proiectele au variat de la sprijinul umanitar până la intervenții pe termen mai lung care abordează probleme structurale mai profunde care stau la baza crizei din Siria.
. După această misiune a fost acuzat de opoziție de normalizarea relațiilor cu regimul Assad pentru a încuraja întoarcerea refugiaților. Ca răspuns, Stoenescu a subliniat că proiectele implementate de Uniunea Europeană în Siria nu au ca scop reabilitarea regimului, ci sunt asistență umanitară precum repararea școlilor și străzilor și furnizarea de apă. Mai mult, el a subliniat că nu va exista nicio normalizare cu regimul iar sancțiunile nu vor fi ridicate în lipsa unui un proces politic incluziv sub auspiciile Națiunilor Unite.
Pe 6 februarie 2023, un cutremur devastator cu magnitudinea de 7,8 a lovit sudul Turciei și nordul Siriei. Stoenescu a coordonat împreună cu  ECHO, brațul umanitar al UE, și cu statele membre UE oferirea de prim-ajutor persoanelor aflate în nevoie. Astfel, UE a reacționat rapid și a jucat un rol important în furnizarea de ajutor rapid celor afectați. Acesta a inclus activarea Capacității Europene de Răspuns Umanitar care a furnizat fondurile necesare. Stocurile UE au fost mobilizate pentru a livra provizii de urgență în întreaga Sirie. În plus, a fost activat Mecanismul de protecție civilă al UE și 15 state membre membre UE și un stat participant au livrat ajutoare, inclusiv pături, paturi de campanie, corturi, încălzitoare, generatoare de energie, consumabile medicale și unități medicale etc. În prima săptămână după dezastru, UE și statele sale membre au strâns peste 50 de milioane de euro pentru a sprijini misiuni de salvare și prim ajutor atât în părțile controlate de guvern, cât și în cele controlate de rebeli din Siria. În plus, în timpul crizei create de cutremur, Stoenescu a anunțat că UE a prevăzut scutiri umanitare pentru a facilita distribuirea ajutorului și a cerut autorităților din Damasc să nu politizeze livrarea ajutorului umanitar și să se angajeze cu bună-credință cu toți partenerii umanitari și agențiile ONU pentru a ajuta persoanele vulnerabile.
Pe parcursul mandatului său, Dan Stoenescu a contribuit la răspunsul Uniunii Europene la situația complexă și evoluțiile din Siria, concentrându-se pe asistență umanitară, dialogul politic și alocarea strategică de finanțare pentru sprijinirea poporului sirian aflat în mijlocul unei crize majore. 

Participanții la segmentul ministerial al celei de-a 8-a Conferințe de la Bruxelles privind „Sprijinirea viitorului Siriei și al regiunii”, 27 mai 2024

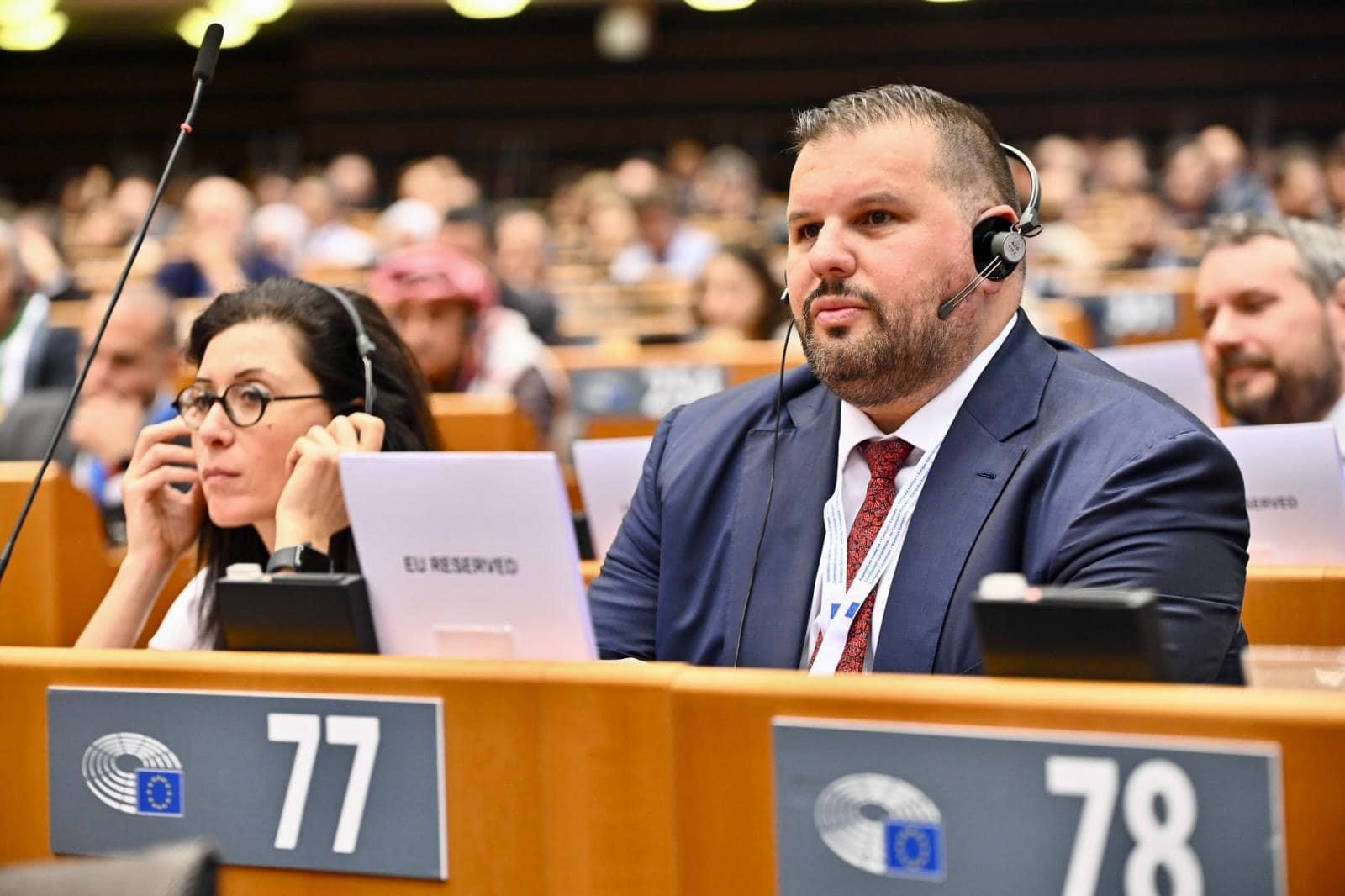
Dan Stoenescu în Parlamentul European participând la „Ziua Dialogului” la cea de-a 8-a Conferință de la Bruxelles „Sprijinirea viitorului Siriei și al regiunii”, 30 aprilie 2024

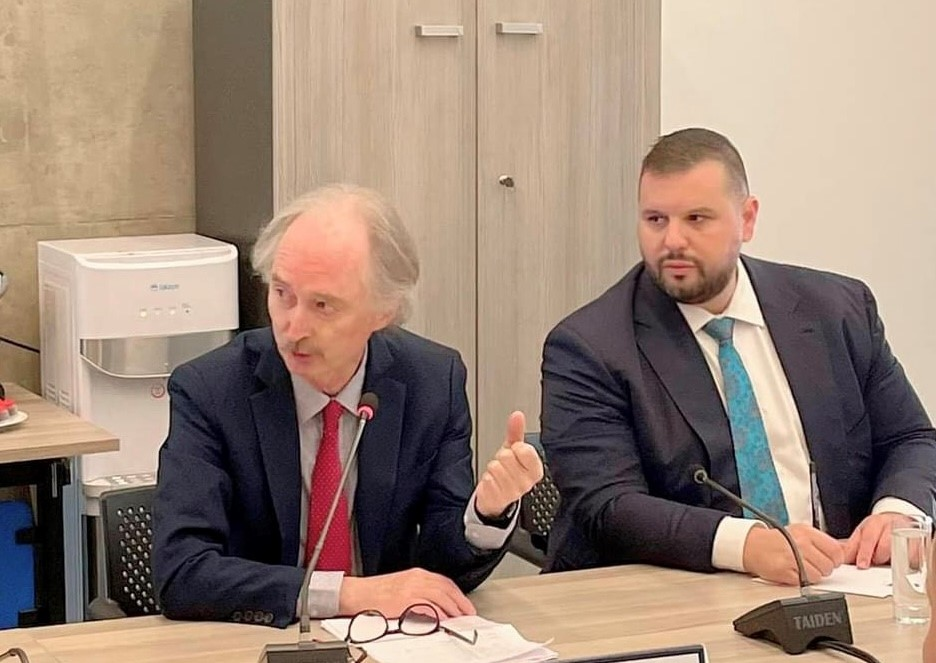
Dan Stoenescu și Geir Pedersen, Emisarul special al ONU pentru Siria la Beirut

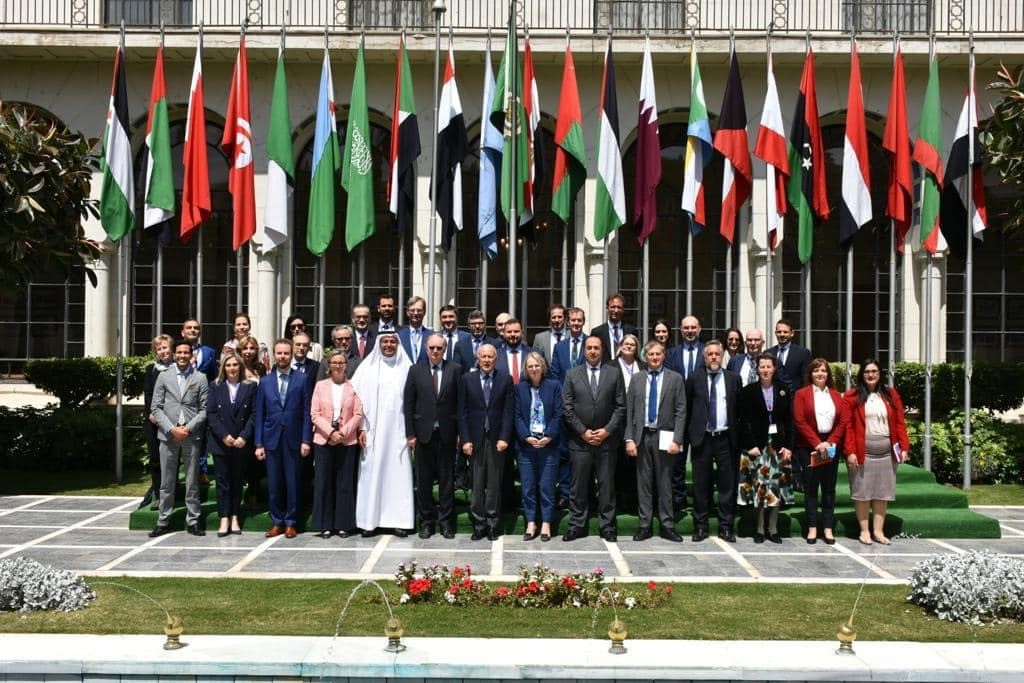
Reuniunea UE și Liga Statelor Arabe la Cairo, 2023

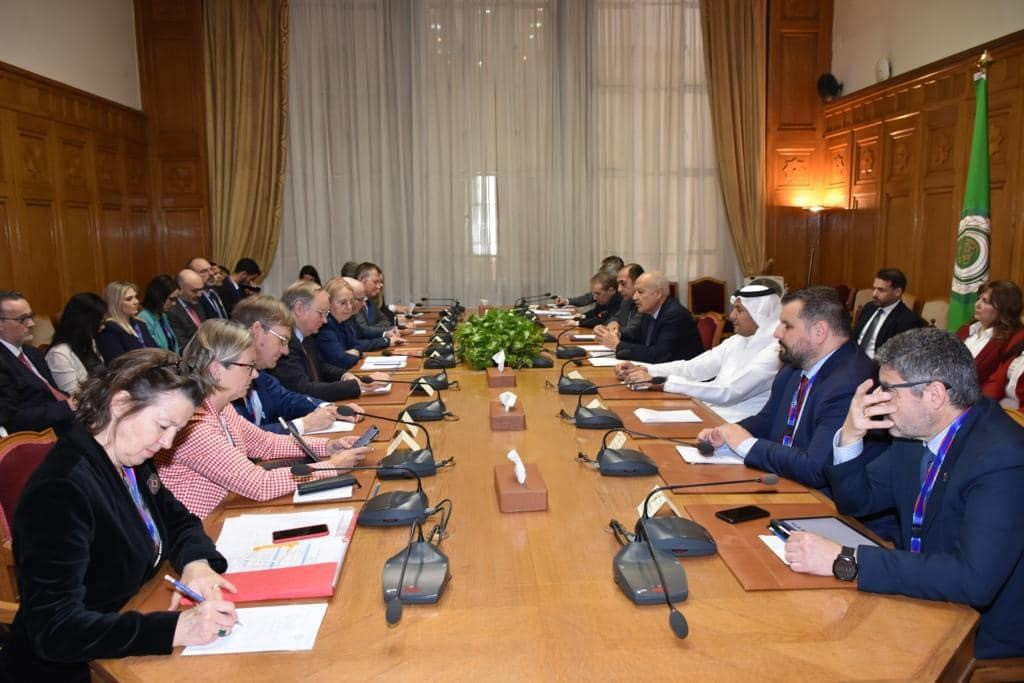
Dan Stoenescu la Reuniunea UE și Liga Statelor Arabe la Cairo, 2023

## Articole publicate
- "La Roumanie – 100 ans après la Grande Union de 1918 Arhivat în 2 iulie 2020, la Wayback Machine.", Realités, publicat la data de 27/11/2018.
- "La Roumanie et la Francophonie Arhivat în 30 iunie 2020, la Wayback Machine.", "Réalites, publicat la data de 4/03/2020.
- "La Roumanie mérite d’avoir un siège non permanent au Conseil de sécurité de l’ONU", L’Orient Le Jour, publicat la data de 4/04/2019.
- "La présidence roumaine au Conseil de l'UE s'inscrit dans un contexte européen particulier  Arhivat în 29 iunie 2020, la Wayback Machine.", Majalla, publicat la data de 3/02/2019.
- "Défis et perspectives pour la présidence roumaine du Conseil de l'Union européenne", Espace Manager, publicat la data de 25/03/2019.
- "La Roumanie et la Journée de l’Europe -70 ans depuis la Déclaration Schuman du 9 mai 1950", Tuniscope, publicat la data de 11/05/2020
- "La présidence roumaine du Conseil de l’Union européenne s’achève avec succès, selon Dan Stoenescu, ambassadeur de Roumanie", Webmanager Center, publicat la data de 18/06/2019.
- "La présidence roumaine du Conseil de l’Union européenne[nefuncțională]
", Réalites, publicat la data de 06/07/2019.

## Interviuri
- "Minister – Delegate for Relations with Romanians Abroad, Dan Stoenescu: “Free Movement within the EU should be a principle all member states adhere to[nefuncțională]
" “Embassy News, Greece”, publicat la 21/03/2016.
- "On de-communization and openness - Interview with Minister Dan Stoenescu by Mykola Siruk Arhivat în 15 aprilie 2021, la Wayback Machine.", “The Day, Ukraine”, publicat la 2/02/2016.
- "Interviu cu Dan Stoenescu, ministrul Diasporei - Cristian Bucur", “Marca-ro, Canada”, publicat la  6/01/2016.
- "Interviu cu Ministrul Diasporei - Dan Stoenescu: Sper ca românii se vor întoarce pentru a investi în România, pentru a aduce valoare veniturilor lor, pentru a sprijini dezvoltarea României[nefuncțională]
", “iTimes, Grecia”, publicat la 19/03/2016.
- "Votul prin corespondență - Interviu cu Dan Stoenescu, de Chihaia Dumitru Arhivat în 4 iulie 2020, la Wayback Machine.", “Știri din Belgia”, publicat la 19/06/2016.
- "Interviu/Stoenescu: Mă îngrijorează numărul redus al celor înscriși în Registrul Electoral; vreau ca românii să nu mai fie umiliți ca în trecut Arhivat în 4 iulie 2020, la Wayback Machine.", “AGERPRES”, publicat la 15/06/2016.
- "Interviu cu ministrul delegat pentru românii de pretutindeni: “Vreau să afirm fără echivoc, aromânii sunt ramura sud-dunăreană a poporului român”, de Alina Ioana Vasiliu", “Constanța noastră”, publicat la 4/01/2016.
- "Dan Stoenescu: Statul român va sprijini în continuare comunitatea românească din Ucraina – interviu exclusiv[nefuncțională]
", “BucPress, Ucraina”, publicat la 1/04/2016.
- "Ministrul diasporei Dan Stoenescu: 25 martie – Data propusă pentru Congresul românilor de pretutindeni", “Occidentul românesc”, publicat la 27/05/2015.
- "Exclusiv// Dan Stoenescu: „Relația cu R. Moldova rămâne o prioritate pentru România”", “Ziarul Național, Republica Moldova”, publicat la 7/03/2016.
- "Dan Stoenescu: „Parcursul european al Chișinăului este esențial în relația dintre România și Republica Moldova, iar națiunea română este numai una!”", “Evenimentul Zilei, Republica Moldova”, publicat la 12/01/2016.
- "Ministrul diasporei, Dan Stoenescu: „Sunt în serviciul românilor și asta este prioritatea mea!”, de Ana Țuțuianu Arhivat în 5 iulie 2020, la Wayback Machine.", “Ana Țuțuianu - Ziarul Online Românesc din Grecia, Romedia.gr”, publicat la 21/03/2016.
- "Ministrul Dan Stoenescu: Românii din străinătate își doresc să mențină o legătură cu țara și această legătură se menține prin păstrarea identității românești, de Petre Crăciun", “Identitate românească, România”, publicat la 14/04/2016.
- "[http://www.politicaromaneasca.ro/dan_stoenescu_ministrul_delegat_pentru_relatiile_cu_romanii_de_pretutindeni-28851 Dan Stoenescu, ministrul delegat pentru relațiile cu românii de pretutindeni

"Dacă românii din străinătate se înscriu în Registrul Electoral, vor putea vota prin corespondență, sau în cadrul unei noi secții de votare acolo unde ei solicită să fie înființată această secție de votare".]", “Politica românească”, publicat la 21/06/2016.
- "Ministrul pentru Românii de Pretutindeni, Dan Stoenescu: Lansăm o campanie de informare privind votul prin corespondență, de Cosmin Ruscior Arhivat în 4 iulie 2020, la Wayback Machine.", “Radio France International, Vocile lumii”, publicat la 26/11/2016.
- "Mesajul ministrului Dan Stoenescu, la comemorarea victimelor Masacrului de la Fântâna Albă, articol de Romeo Crîșmaru", “Jurnal românesc”, publicat la 1/04/2016.
- "INTERVIU. Ministrul Dan Stoenescu: Un fond de investiții pentru diaspora ar permite întoarcerea românilor acasă, de Petre Badica", “România liberă”, publicat la 22/12/2015.
- "#CentenarDiplomatic Dan Stoenescu: Tunisia, o vitrină de civilizație a lumii arabe în Nordul Africii Arhivat în 28 iunie 2020, la Wayback Machine.",  Agerpres, publicat la data de 15/04/2018.
- "Interviu acordat de ES dl Ambasador Dan Stoenescu, ambasadorul României în Republica Tunisia", Orient Românesc, publicat la data de 04/12/2017.
- "Q&A: Head of the E.U. Delegation to Syria, Dan Stoenescu", “Syria Report”, published on 5/03/2024.
- "Dan Stoenescu Head of EU Delegation to Syria", “Harmoon Center for Contemporary Studies”, published on 20/05/2022.
- "Dan Stoenescu, Chargé d'Affaires of the European Union to Syria: “The situation in Ukraine is also affecting Syria”  Arhivat în 3 iunie 2024, la Wayback Machine.", “Veridica, Marian Voicu”, published on 4/11/2022.
- "EU: Over 6.9 million Syrians are in need of educational support", “Fresh Syria”, published on 3/06/2023.

## Lucrări academice publicate
- "Islamic and Arab Perspectives on Machiavelli’s Virtù[nefuncțională]
", Studia Politica, vol IX, nr.1, 2009.
- "The Egyptian Muslim Brotherhood and the Road Towards the Ummah", Studia Politica, vol VIII, nr.3, 2008.
- "Palestinian Nationalism: From Secularism to Islam Arhivat în 24 iulie 2011, la Wayback Machine.", Studia Politica, vol. VII, no. 2, 2007.
- With Dana Pleșa, International Relations and Globalisation in the Middle East, Semne Publishing House, Bucharest, 2005. (ISBN 973-624-310-9)
- "The Concept of Civil Society and the Viability of a Global Civil Society Arhivat în 25 octombrie 2007, la Wayback Machine.", Sfera Politicii, nr.116-117/2005, pp. 75–79.
- "Focus on Romanians – a monitoring report on discrimination of Romanians abroad in 2004 Arhivat în 19 mai 2018, la Wayback Machine.", Liga Tinerilor Români de Pretutindeni.